# Roaring Valley
Roaring Valley (englisch für Brausendes Tal) ist ein mit Moränengeröll angefülltes Tal im ostantarktischen Viktorialand. Es liegt an der Nordseite des Mount Dromedary in der Royal Society Range. Das Tal wurde einst von ineinander übergehenden Gletschern durchflossen, die nordöstlich und nördlich des Mount Kempe und des Mount Dromedary abgehen.
Teilnehmer einer von 1960 bis 1961 durchgeführten Kampagne im Rahmen der neuseeländischen Victoria University’s Antarctic Expeditions verliehen dem Tal einen deskriptiven Namen in Erinnerung an die vorherrschenden heftigen Winde, die das Expeditionslager am Taleingang zerstört hatten.